# Festival4Family
Das Festival4Family ist ein jährlich stattfindendes Festival für Familien in Frankfurt am Main und dem Rhein-Main-Gebiet.

## Geschichte
Die Trifels Verlag GmbH gründete das Fest im Jahr 2011 als Trifels Familienfest. Mit Gründung der Marke RheinMain4Family durch die Trifels Verlag GmbH wurde es 2015 in Festival4Family umbenannt. Das Festival4Family war das erste reine Festival für Familien in Deutschland.
Bis 2019 fand das Festival4Family im Deutsche Bank Park in Frankfurt am Main statt und konnte 2018 einen Besucherrekord von mehr als 32.000 Menschen erzielen. Seit 2016 steht beim Festival4Family das Musik-Programm auf drei Bühnen im Vordergrund.
Vor dem Hintergrund der Corona-Pandemie hat der Veranstalter entschieden, das geplante Festival in seinem 10. Jubiläumsjahr in ein Online-Festival zu verwandeln und live aus der Festhalle Frankfurt zu streamen. Im Jahr 2022 fand eine reduziertere Festival4Family on Tour Ausgabe auf dem Marktgelände in Hochheim am Main statt. Im Jahr 2023 wurde das Festival4Family von der Four Little Monkeys GmbH übernommen ist  und kehrte wieder nach Frankfurt zurück. Seitdem findet es auf dem Gelände um und in der Jahrhunderthalle statt.

## Konzept
Am Fest beteiligen sich jedes Jahr mehr als 100 Aussteller, Institutionen, Vereine, Sponsoren und Partner. Es bietet den Besuchern ein umfangreiches Bühnenprogramm mit Kinderstars sowie Mitmach-Aktionen für die Familie. Moderiert wurde das Festival in den letzten Jahren von Daniel Fischer, Tobias Kämmerer und Jan Reppahn.
Künstler und Prominente, die bereits auf der Bühne standen: Leony, Simone Sommerland, Jannik Freestyle, Samuel Koch, Sarah Koch, Jamie-Lee Kriewitz, Heinz Rudolph Kunze, Sabrina Setlur, Markus Becker, Volker Rosin, Heavysaurus, Frank und seine Freunde, Oliver Mager, Youtuberin XLaeta, Andre Sarasani, Maddin Schneider, Radost Bokel.
Ein Höhepunkt des Festivals ist die Helden- und Maskottchenparade, die seit 2017 vom Cantina Clan (Star Wars Fanclub) und Ghostbusters Deutschland angeführt werden.

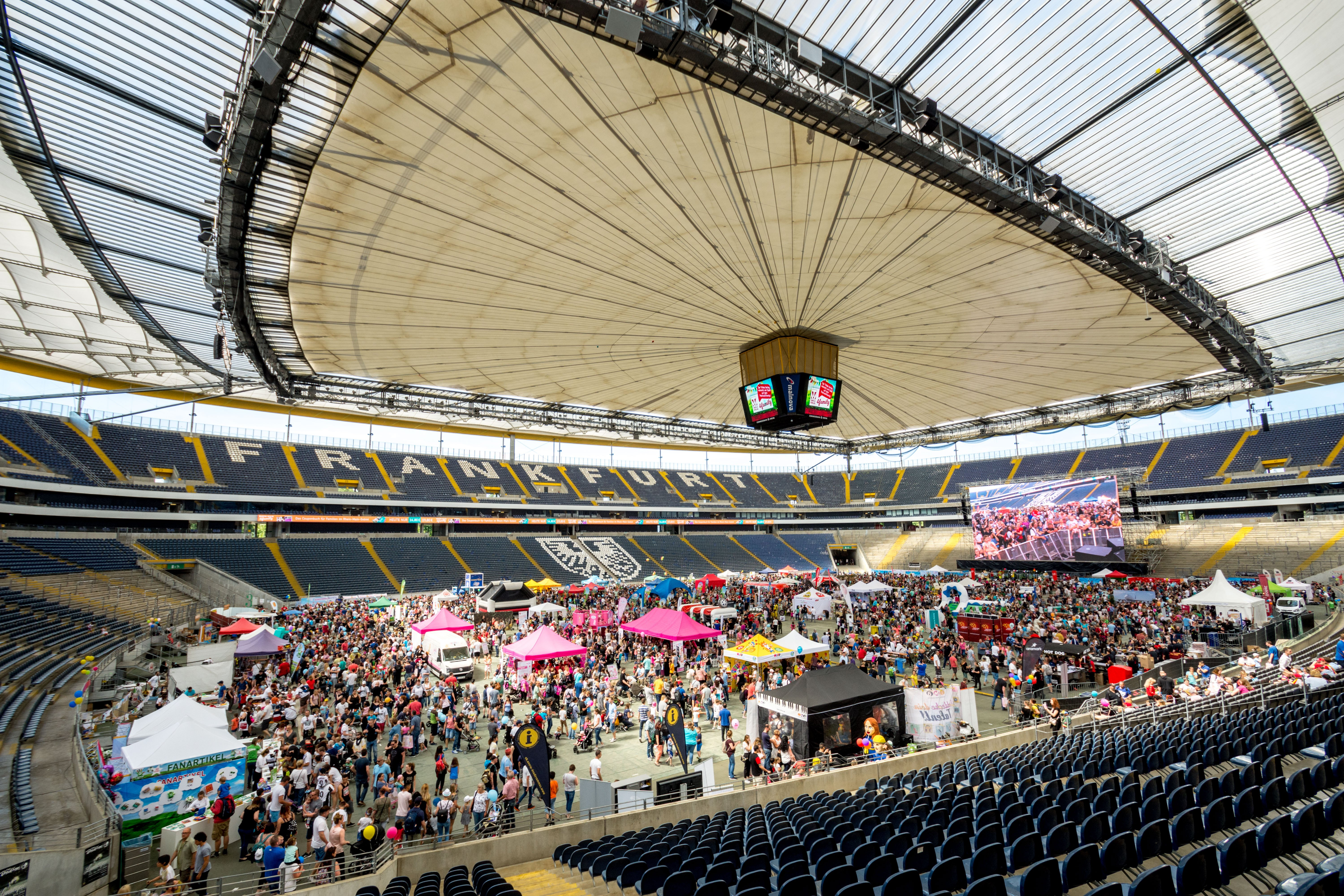
Informations- und Aktionsstände auf dem Festival4Family

Bis 2019 wurde die Schirmherrschaft des Festival4Family vom damaligen Frankfurter Oberbürgermeister Peter Feldmann und dem hessischen Ministerpräsidenten Volker Bouffier übernommen. Im Jahr 2024 übernahm die Schirmherrschaft der hessische Ministerpräsident Boris Rhein und der Frankfurter Oberbürgermeister Mike Josef. Das Festival4Family unterstützt jährlich ein Charity-Projekt in Deutschland.